# ATP Birmingham 1977 - Doppio
Il doppio del torneo di tennis ATP Birmingham 1977, facente parte della categoria World Championship Tennis, ha avuto come vincitori Wojciech Fibak e Tom Okker che hanno battuto in finale Billy Martin e Bill Scanlon con il punteggio di 6–3, 6–4.

## Teste di serie
1. Wojciech Fibak /  Tom Okker (Campioni)

1. Jan Kodeš /  Manuel Orantes (primo turno)

## Tabellone

### Legenda
| - Q = Qualificato - WC = Wild card - LL = Lucky loser | - ALT = Alternate - SE = Special Exempt - PR = Protected Ranking | - w/o = Walkover - r = Ritirato - d = Squalificato |

|  | Quarti di finale              | Quarti di finale              | Quarti di finale           | Quarti di finale | Quarti di finale |  |  | Semifinali                    | Semifinali                    | Semifinali                    | Semifinali                | Semifinali                |   |   | Finale                   | Finale                   | Finale                   | Finale | Finale |  |
|  |                               |                               |                            |                  |                  |  |  |                               |                               |                               |                           |                           |   |   |                          |                          |                          |        |        |  |
|  | 1                             | Wojciech Fibak Tom Okker      | 7                          | 6                | 6                |  |  |                               |                               |                               |                           |                           |   |   |                          |                          |                          |        |        |  |
|  |                               | Gene Mayer Sandy Mayer        | 6                          | 7                | 1                |  |  | Wojciech Fibak Tom Okker      | Wojciech Fibak Tom Okker      | Wojciech Fibak Tom Okker      | 6                         | 6                         |   |   |                          |                          |                          |        |        |  |
|  | Vitas Gerulaitis Ilie Năstase | Vitas Gerulaitis Ilie Năstase | 6                          | 6                | 6                |  |  | Vitas Gerulaitis Ilie Năstase | Vitas Gerulaitis Ilie Năstase | Vitas Gerulaitis Ilie Năstase | 1                         | 4                         |   |   |                          |                          |                          |        |        |  |
|  | Buster Mottram Grover Razreid | Buster Mottram Grover Razreid | 4                          | 7                | 4                |  |  |                               |                               |                               |                           |                           |   |   | Wojciech Fibak Tom Okker | Wojciech Fibak Tom Okker | Wojciech Fibak Tom Okker | 6      | 6      |  |
|  | Billy Martin Bill Scanlon     | Billy Martin Bill Scanlon     | 6                          | 4                | 6                |  |  |                               |                               | Billy Martin Bill Scanlon     | Billy Martin Bill Scanlon | Billy Martin Bill Scanlon | 3 | 4 |                          |                          |                          |        |        |  |
|  | Cliff Drysdale Raymond Moore  | Cliff Drysdale Raymond Moore  | 4                          | 6                | 4                |  |  | Billy Martin Bill Scanlon     | Billy Martin Bill Scanlon     | 3                             | 6                         | 7                         |   |   |                          |                          |                          |        |        |  |
|  |                               | Eddie Dibbs Harold Solomon    | Eddie Dibbs Harold Solomon | 6                | 6                |  |  | Eddie Dibbs Harold Solomon    | Eddie Dibbs Harold Solomon    | 6                             | 4                         | 5                         |   |   |                          |                          |                          |        |        |  |
|  | 2                             | Jan Kodeš Manuel Orantes      | Jan Kodeš Manuel Orantes   | 4                | 3                |  |  |                               |                               |                               |                           |                           |   |   |                          |                          |                          |        |        |  |